# Joseph MacBride
Joseph MacBride (mort le 1er janvier 1938) est un homme politique irlandais du Sinn Féin et plus tard du Cumann na nGaedhael. Il est membre des Volontaires irlandais. Son frère John MacBride combat en 1916 lors de l'Insurrection de Pâques 1916 et est exécuté par les autorités britanniques. Joseph est arrêté après l'insurrection et interné en prison en Angleterre et au Pays de Galles.

## Biographie
Il se marie avec Eileen Wilson, la demi-sœur de Maud Gonne en 1904. Il est élu en tant que député du Sinn Féin dans la circonscription du Mayo West aux élections générales de 1918. En janvier 1919, les députés du Sinn Féin refusent de reconnaître le Parlement du Royaume-Uni et forment à la place l'assemblée de la Mansion House à Dublin comme un parlement révolutionnaire appelé Dáil Éireann, auquel MacBride n'a pu assister, étant en prison
Il est réélu sans opposition aux élections irlandaises de 1921 dans la même circonscription. Il soutient et vote pour le Traité anglo-irlandais. À nouveau réélu sans opposition aux élections irlandaises de 1922, il rejoint Cumann na nGaedhael en compagnie d'autres membres pro-traité du Sinn Féin. Il perd son siège en juin 1927 et se retire de la politique .
Son neveu Seán MacBride est chef d'état-major de l'IRA et l'un des fondateurs du Clann na Poblachta et ministre.